# Riccardo Carlesi
Riccardo Carlesi (Prato, 4 settembre 1869 – Prato, 9 gennaio 1932) è stato un vescovo cattolico italiano.

## Biografia
Nato il 4 settembre 1869 a Prato, compì gli studi presso il liceo classico Francesco Cicognini e intraprese poi la carriera ecclesiastica, ricevendo l'ordinazione. Vicario generale del vescovo Gabriele Vettori, fu nominato vescovo di Sovana-Pitigliano da papa Benedetto XV l'8 luglio 1916 e consacrato dal cardinale Alfonso Maria Mistrangelo il successivo 3 settembre. Prese ufficialmente possesso della diocesi il 17 dicembre 1916. Tra le sue maggiori opere alla guida della diocesi, si ricorda l'apertura del seminario (1917). Il 27 gennaio 1918 ebbe inizio la sua prima visita pastorale.
Il 23 maggio 1923 venne destinato alla diocesi di Cortona da papa Pio XI, prendendone possesso il 24 febbraio 1924. Nel 1925 promosse il primo congresso eucaristico per le celebrazioni del sesto centenario della diocesi, dal titolo Il Regno di Gesù Cristo nelle anime per mezzo dell'Eucarestia.
Gravemente malato, morì il 9 gennaio 1932 presso l'abitazione del fratello medico a Prato.

## Genealogia episcopale
La genealogia episcopale è:
- Cardinale Scipione Rebiba
- Cardinale Giulio Antonio Santori
- Cardinale Girolamo Bernerio, O.P.
- Arcivescovo Galeazzo Sanvitale
- Cardinale Ludovico Ludovisi
- Cardinale Luigi Caetani
- Cardinale Ulderico Carpegna
- Cardinale Paluzzo Paluzzi Altieri degli Albertoni
- Papa Benedetto XIII
- Papa Benedetto XIV
- Papa Clemente XIII
- Cardinale Marcantonio Colonna
- Cardinale Giacinto Sigismondo Gerdil, B.
- Cardinale Giulio Maria della Somaglia
- Cardinale Carlo Odescalchi, S.I.
- Cardinale Costantino Patrizi Naro
- Cardinale Lucido Maria Parocchi
- Cardinale Alfonso Maria Mistrangelo, Sch.P.
- Vescovo Riccardo Carlesi